# باشگاه ورزشی الساحل (کویت)
باشگاه ورزشی الساحل (به عربی: نادي الساحل الرياضي) باشگاه فوتبال حرفه‌ای کویتی است که در ابوحلیفه واقع شده‌است. ساحل در جام امیر کویت در سال ۱۹۹۹ به مقام نایب‌قهرمانی دست یافت.

## افتخارات
- جام امیر کویت
  - نایب‌قهرمان: ۹۹–۱۹۹۸